# Malacocarpus crithmifolius
Malacocarpus crithmifolius är en tvåhjärtbladig växtart som först beskrevs av Anders Jahan Retzius, och fick sitt nu gällande namn av Fisch. & C. A. Mey.. Malacocarpus crithmifolius ingår i släktet Malacocarpus och familjen Tetradiclidaceae. Inga underarter finns listade i Catalogue of Life.